# Belgrandiella pusilla
Belgrandiella pusilla is een slakkensoort uit de familie van de Hydrobiidae. De wetenschappelijke naam van de soort is voor het eerst geldig gepubliceerd in 1959 door Angelov.